# Erzählung einer weißen Schlange
Erzählung einer weißen Schlange (jap. 白蛇伝, Hakujaden) ist ein Anime-Film aus dem Jahr 1958. Er wurde vom Studio Toei Animation produziert und ist der erste abendfüllende japanische Animationsfilm in Farbe. Die Handlung basiert auf dem chinesischen Märchen Bai She Zhuan.

## Handlung
Der Junge Xu Xian kauft auf dem Markt eine weiße Schlange, da sie ihm sehr gefällt. Doch da alle ihm sagen, die Schlange sei böse, setzt er sie wieder aus. Die weiße Schlange, die tatsächlich über magische Kräfte verfügt, verwandelt sich eines Tages in einem Gewitter in eine schöne junge Frau, Bai Niang. Einen Fisch verwandelt sie in ihre Dienerin, Shao Qing. Gemeinsam finden sie Xu Xian wieder, der mittlerweile ein junger Mann geworden und mit den beiden Pandas „Panda“ und „Mimi“ befreundet ist. Bai Niang und Xu Xian verlieben sich ineinander, doch der Priester Fa Hai erkennt die Natur von Bai Niang und fürchtet, sie sei ein böser Geist. Nachdem die beiden Pandas und Shao Qing etwas aus dem Staatsschatz gestohlen haben, sieht Fa Hai die Schuld bei der weißen Schlange und lässt Xu Xian verbannen.
Auch in der fernen Stadt, in die Xu Xian verbannt wurde, finden ihn Panda und Mimi. Doch lebt in der Stadt auch eine Bande anderer Tiere, die vom Diebstahl leben. Nach einem Kampf schließen sie sich den beiden Pandas an. Als Xu Xian und Bai Niang zur gleichen Zeit wieder zueinander finden, geht der Priester erneut dazwischen und verwickelt die weiße Schlange in einen magischen Kampf, den diese verliert. Xu Xian stirbt, als Bai Niang ihm zum Abschied als Geist erscheint und er dabei über eine Klippe stürzt.
Um ihren Geliebten doch noch zu retten, besucht die weiße Schlange den Drachenkönig. Im Tausch gegen ihre magische Kräfte erhält sie von ihm die Blume des Lebens, mit der sie Xu Xian wiederbeleben kann. Währenddessen brachte Fa Hai den Toten in seinen Tempel auf einer Insel, um ihn dort aufzubahren, und die Tiere folgten ihm. Als Bai Niang sich der Insel nähert, wehrt er sie mit Magie ab. Mit Hilfe von Shao Qing und deren Onkel Wels können die Tiere die Blume des Lebens zu Xu Xian bringen. Als dieser wiederaufersteht, glaubt auch Fa Hai, dass Bai Niang ihre Magie für Xu Xians Leben gegeben hat. Die beiden Geliebten können glücklich werden und die Tiere bleiben bei Fa Hai.

## Produktion und Veröffentlichung
Der Film entstand unter der Regie von Taiji Yabushita bei Toei Animation. Das Drehbuch schrieben Taiji Yabushita und Sōichi Yashiro, die Musik stammt von Ikeda Masayoshi. Für die künstlerische Leitung waren Kazuhiko Okabe und Kiyoshi Hashimoto verantwortlich. Sprecher waren Hisaya Morishige und Mariko Miyagi.
Am 22. Oktober 1958 kam der Film in die japanischen Kinos. 1959 wurde er in der Kinderfilmkategorie der Filmfestspiele von Venedig gezeigt und 1961 war er in den amerikanischen Kinos zu sehen. Die erste deutsche Veröffentlichung folgte am 1. April 1983 als Fernsehausstrahlung durch das ZDF. 2010 erschien diese Fassung bei SchröderMedia auf DVD. Darüber hinaus wurde der Film unter anderem ins Französische, Spanische, Polnische und Italienische übersetzt.

## Rezeption und Bedeutung
Bei den Filmfestspielen in Venedig wurde der Film gelobt, in den USA war er aber wenig erfolgreich.
Mit Erzählung einer weißen Schlange begann Toei Animation eine Reihe erfolgreicher Filme. Diese bedeuteten einen Neubeginn des japanischen Animationsfilms nach dem Zweiten Weltkrieg und eine Veränderung des Stils von der Studioästhetik der Vorkriegsfilme hin zu einem vom Manga beeinflussten Stil. Daniel Kothenschulte bezeichnet dies als „Renaissance“ und „zweite Klassik“ des Animes. Der Film habe mit „seiner ereignisreichen Dramaturgie und dem fantastischen, imaginativen Handlungsverlauf“ spätere Werke beeinflusst. Dabei würden Elemente aus Disney-Filmen mit solchen aus chinesischen Filmen verbunden. Hayao Miyazaki wurde nicht nur vom Film beeinflusst, sondern durch diesen dazu gebracht, selbst Filme produzieren zu wollen.